# Association française du marketing
Pour les articles homonymes, voir AFM.
L'Association française du marketing (AFM) est une société savante de langue française qui regroupe des enseignants-chercheurs, chercheurs académiques et des experts en sciences de gestion francophones (Belgique, République démocratique du Congo, France, Québec, etc.) spécialisés en marketing. Elle rassemble plus de 700 membres provenant de l'ensemble des pays francophones. Son siège est à l'ESCP Europe, dans le 11ème arrondissement de Paris.
La mission de l'AFM consiste à stimuler, diffuser et valoriser le savoir scientifique en marketing et en marketing management.
Le président de l'AFM est Julien Schmitt, professeur à l'ESCP. Il a succédé à Amina Béji-Bécheur, professeure à l'Université Gustave Eiffel. Le premier président de l'AFM est Bernard Pras, Professeur Emeritus à l'ESSEC Business School.

## Histoire
L'AFM a été créée en 1984 avec le soutien de la FNEGE. Elle a le statut d'association à but non lucratif (statut loi 1901). L'AFM a créé deux revues scientifiques: Recherche et Applications en Marketing (RAM) en 1986 et Décisions Marketing (DM) en 1993. Le prix de la meilleure thèse en Marketing est organisé chaque année et date de 1997.
Il y a eu en tout 20 présidents de l'AFM. Le premier, Bernard Pras (1984-1988), est le seul à avoir servi 4 ans. Tous les mandats de 1988 à 2024 ont duré 2 ans. Suivant le mandat de Amina Béji-Bécheur (2022-2024) l'AFM a décidé que 2 ans ne suffisent pas à changer tout ce que l'on veut changer, et a changé la durée du mandat à 3 ans. Le premier président à avoir servi trois ans sera Julien Schmitt en 2027, à la fin de son mandat.

## Activités
L'AFM organise chaque année un congrès international et coordonne la majorité des conférences académiques touchant au marketing et au marketing management en France.
Elle se charge aussi d'ateliers thématiques contribuant à la transmission des savoirs entre milieu de la recherche et professionnels.
En complément, l'AFM édite deux revues scientifiques : Recherche et applications en marketing, revue de rang 2 selon le classement du CNRS de 2016 et Décisions marketing, revue plus managériale et tournée vers la prise de décision, classée de rang 3 par le CNRS en 2016 .